# Karl Hjortnæs
Karl Lauritsen Hjortnæs (født 19. april 1934 i Hjørring) er en dansk forhenværende politiker (Socialdemokraterne) og minister. Han er far til højesteretsdommer Lars Hjortnæs.
- Justitsminister i Regeringen Anker Jørgensen I fra 27. september 1973 til 6. december 1973.
- Minister for skatter og afgifter i Regeringen Anker Jørgensen IV fra 26. oktober 1979 til 20. januar 1981.
- Fiskeriminister i Regeringen Anker Jørgensen IV fra 20. januar 1981 til 30. december 1981.
- Fiskeriminister i Regeringen Anker Jørgensen V fra 30. december 1981 til 10. september 1982.